# Ralph Gubbins
Ralph Grayham Gubbins (* 31. Januar 1932 in Ellesmere Port; † 11. September 2011) war ein englischer Fußballspieler.

## Sportlicher Werdegang
Gubbins begann seine Profikarriere im Anschluss an seinen Wehrdienst 1952 in der First Division bei den Bolton Wanderers, wo er jedoch die häufig bei Trainer Bill Ridding nur zweite Wahl in der Angriffsreihe war. Dies zeigte sich insbesondere 1958, als der Klub den FA Cup gewann. So vertrat Gubbins im Halbfinale den verletzten Nat Lofthouse und trug mit seinen zwei Toren beim 2:1-Erfolg gegen die Blackburn Rovers entscheidend zum Finaleinzug bei. Dort spielte jedoch der wieder genesene Lofthouse – der allerdings beide Tore zum 2:0-Endspielsieg über Manchester United erzielte – und Gubbins blieb im Wembley-Stadion allenfalls eine Nebenrolle als zwölfter Mann.
Anfang 1960 wechselte Gubbins, der in der höchsten Spielklasse 15 Tore in 97 Meisterschaftsspielen erzielt hatte, zu Hull City in die Second Division, wo er trotz Abstiegs in die Third Division anderthalb Jahre spielte. Anschließend zog er zu den Tranmere Rovers in die Fourth Division weiter. Hier erzielte er 37 Tore in 107 Spielen, ehe er ab 1964 seine Karriere bei Wigan Athletic im Non-League Football ausklingen ließ.